# Orizabus isodonoides
Orizabus isodonoides är en skalbaggsart som beskrevs av Leon Fairmaire 1878. Orizabus isodonoides ingår i släktet Orizabus och familjen Dynastidae. Inga underarter finns listade i Catalogue of Life.